# 1949 au Yukon
Chronologie du Yukon
- 1945
- 1946
- 1947
- 1948
- 1949
- 1950
- 1951
- 1952
- 1953

Cette page concerne des événements d'actualité qui se sont produits durant l'année 1949 dans le territoire canadien du Yukon.

## Politique
- Commissaire : John Edward Gibben (en)
- Législature : 14e puis 15e

## Événements
- 27 juin : Le Parti libéral de Louis St-Laurent remporte l'élection fédérale avec 193 libéraux élus contre 42 conservateurs, 12 sociaux-démocrates, 10 créditistes et 4 candidats indépendants. Dans la nouvelle circonscription du Yukon—Mackenzie River avec une partie des Territoires du Nord-Ouest, le libéral James Aubrey Simmons l'emporte face au candidat indépendant Arthur Massey Berry (en) et du socialiste James Elwyn Stephens. Cette nouvelle circonscription sera sa seule élection fédérale avant l'abolition et de renommée la circonscription de tout ce territoire, le Yukon.
- 25 juillet : Dix-neuvième élection générale yukonnaise (en).

## Naissances
- Dale Eftoda (en), députée territoriale de Riverdale-Nord (2000-2002).
- Gary Paterson (en), prêtre.
- 15 juin : Pam Buckway (en), animatrice de la radio et députée territoriale de Lac Laberge (1999-2002).
- 3 juillet : David Sloan, député territoriale de Whitehorse-Ouest (1996-2000).
- 19 décembre : Larry Bagnell, député fédéral de la circonscription du territoire du Yukon (2000-2011, depuis 2015).

## Décès
- George Norris Williams (en), commissaire du Yukon par intérim (º 1866)
- 22 avril : Émilie Fortin-Tremblay, pionnière (º 4 janvier 1872)